# American blend
American blend är en typ av tobaksblandning som är mycket vanligt förekommande i cigaretter, till exempel i John Silver, Prince och Lucky Strike. American blend är enligt vissa tillverkare en blandning av Virginiatobak, Burleytobak och orientalisk tobak.